# John Adson
John Adson (1587 circa – 29 giugno 1640) è stato un musicista e compositore inglese.

## Biografia
Molto poco si conosce sui primi anni della sua vita. Le prime notizie certe sul suo conto sono del 1604, quando era al servizio di Carlo III, Duca di Lorena come suonatore di cornetto. Intorno al febbraio 1614 sposò Jane Lannerie e almeno due dei suoi figli divennero musicisti anch'essi.
Dopo essersi trasferito a Londra, Adson entrò nei City Waits e vi rimase fino alla morte. Egli si occupò anche di musica per il teatro ed esistono fonti secondo le quali suonò nella compagnia teatrale del Re nel 1634 e 1639. Divenne musicista reale per gli strumenti a fiato nel mese di novembre 1633.
La sua opera più famosa è Courtly Masquing Ayres (1621), una collezione di 31 danze per diversi tipi di strumento, scritte a cinque e sei voci, per consort di strumenti. Non è noto quanti di questi pezzi siano originali e quanti invece siano degli arrangiamenti di pezzi esistenti. Dopo questi pezzi, soltanto altri quattro sono attribuiti a Adson fra quelli a noi pervenuti.